# Узун Оба
Узун Оба — поселение в Азербайджане. Расположено на правом берегу Нахчыванчая, недалеко от деревни Ашаги-Узуноба в Бабекском районе.

## Исследования
Поселение было исследовано в 2015 году международной азербайджано-французской археологической экспедицией во главе с Вали Бахшалиевым и Кэтрин Марро. Раскопки на глубине 2 м выявили культурный слой. Поселок изучается только на уровне археологической разведки. Раскопки привели к стратиграфическому разрезу длиной 2 м на восточном склоне памятника, что позволило увидеть культурный слой глубиной 2,5 м. Окрашенные керамические фрагменты, найденные при раскопках, относятся к первой половине V тысячелетия до нашей эры. Такие древние находки очень редки для данного региона.